# Jack de Gier
Jack de Gier (Schijndel, 6 augustus 1968) is een Nederlands voetbaltrainer en voormalig voetballer.

## Carrière als speler
Nadat hij voor de amateurclub RKSV Schijndel had gespeeld, debuteerde Jack de Gier in het shirt van BVV Den Bosch op 20 augustus 1988 in het Nederlandse  profvoetbal. Na drie seizoenen bij FC Den Bosch vertrok hij naar Cambuur. Daar speelde hij drie jaar, waarna hij naar Go Ahead Eagles ging. Na één jaar in Deventer te hebben gespeeld werd hij door Willem II gecontracteerd. In Tilburg speelde hij twee seizoenen, waarna de spits in de voorbereiding van het seizoen 97/98 gekocht werd door Lierse SK. Bij Lierse SK speelde hij maar één jaar, en was hij niet zeker van een basisplaats. N.E.C. kocht hem in de zomer van 1998. Hij speelde drie seizoenen in Nijmegen, waarna hij in 2001 naar het Schotse Dunfermline Athletic FC verhuisde. Na een half seizoen in Schotland vertrok hij naar FC Twente, waar hij zijn carrière afsloot.
Hij voetbalde na zijn profcarrière bij de amateurs van SVZW Wierden, waar hij ook assistent-trainer was.

## Carrière als trainer
De Gier was analist bij RTV Oost en scout bij N.E.C. Later werd hij spitsentrainer bij N.E.C. In oktober 2009 verving hij tijdelijk Wim Rip als coach van Jong N.E.C. De Gier behaalde zijn trainersdiploma's en was van 2010 tot medio 2012 hoofdtrainer van Jong N.E.C./FC Oss en assistent bij het eerste van N.E.C.
In 2012 werd hij toegelaten tot de cursus Coach Betaald Voetbal van de KNVB. In het seizoen 2012/13 zou hij twee dagen in de week stage lopen bij Willem II. In oktober 2012 werd hij hoofdtrainer van FC Blauw-Wit Amsterdam. Op 27 augustus 2013 keerde De Gier terug als assistent-trainer van het eerste elftal bij N.E.C. Hij ging het assistent-trainerschap later combineren met taken als hoofdtrainer van OSV. Daarnaast trainde hij in zijn eerste twee seizoenen bij N.E.C. de A1. In de eerste helft van het seizoen 2015/2016 trainde hij bij N.E.C. de beloftenploeg.
De Gier begon op 1 januari 2016 aan zijn eerste zelfstandige klus als trainer/coach in het betaald voetbal. Hij verving de ontslagen Maarten Stekelenburg bij Almere City FC, dat samen met RKC Waalwijk onderaan de eerste divisie stond. Hij wist de club van de bodem van de competitie naar de achtste plaats te loodsen en een periodetitel binnen te slepen, waardoor de club mocht deelnemen aan de nacompetitie voor promotie naar de eredivisie. Hierin was Willem II echter te sterk voor Almere City FC. De club begon zwak aan het seizoen 2016-2017, maar wist zich later te herpakken, mede door een reeks van acht overwinningen op rij, een clubrecord. In februari 2017 verlengde de club zijn aflopende contract tot de zomer van 2018 met een optie van nog een jaar.
 Op 25 mei maakte N.E.C. bekend De Gier per 1 juli 2018 te hebben aangesteld als hoofdtrainer. Na een reeks van slechte resultaten werd De Gier op 2 april 2019 ontslagen. Op 15 juni 2019 gaf Go Ahead Eagles aan met De Gier mondeling tot overeenstemming te zijn gekomen over een contract van een jaar.
Op 1 februari 2021 maakte FC Den Bosch bekend dat De Gier tot het einde van het seizoen trainer zal zijn van het eerste elftal. Ook in het seizoen 2021-2022 is De Gier eindverantwoordelijke bij de Bosschenaren. Op woensdag 16 februari 2022 maakte FC Den Bosch bekend dat het contract van De Gier en twee van zijn assistenten is verlengd met een seizoen. Na de historische 13-0 nederlaag tegen PEC Zwolle werd in goed overleg op 6 maart 2023 besloten dat de wegen van FC Den Bosch en de Gier zich per direct scheiden.

## Clubstatistieken
| Seizoen  | Club                 | Land      | Duels | Goals |
| -------- | -------------------- | --------- | ----- | ----- |
| 1988/'89 | BVV Den Bosch        | Nederland | 28    | 7     |
| 1989/'90 | BVV Den Bosch        | Nederland | 34    | 5     |
| 1990/'91 | BVV Den Bosch        | Nederland | 34    | 23    |
| 1991/'92 | Cambuur Leeuwarden   | Nederland | 32    | 17    |
| 1992/'93 | Cambuur Leeuwarden   | Nederland | 27    | 9     |
| 1993/'94 | Cambuur Leeuwarden   | Nederland | 22    | 6     |
| 1994/'95 | Go Ahead Eagles      | Nederland | 30    | 11    |
| 1995/'96 | Willem II            | Nederland | 33    | 11    |
| 1996/'97 | Willem II            | Nederland | 28    | 6     |
| 1997/'98 | Willem II            | Nederland | 2     | 0     |
| 1997/'98 | Lierse SK            | België    | 19    | 5     |
| 1998/'99 | N.E.C.               | Nederland | 31    | 15    |
| 1999/'00 | N.E.C.               | Nederland | 30    | 9     |
| 2000/'01 | N.E.C.               | Nederland | 26    | 4     |
| 2001/'02 | Dunfermline Athletic | Schotland | 12    | 5     |
| 2001/'02 | FC Twente            | Nederland | 20    | 6     |
| 2002/'03 | FC Twente            | Nederland | 5     | 0     |
| Totaal   | Totaal               | Totaal    | 413   | 139   |